# اگوگلیارو
اگوگلیارو (به ایتالیایی: Agugliaro) یک سکونتگاه مسکونی در ایتالیا است که در استان ویچنزا واقع شده‌است.

## خصوصیات
اگوگلیارو ۱۴ کیلومترمربع مساحت و ۱٬۳۴۸ نفر جمعیت دارد و ۱۳ متر بالاتر از سطح دریا واقع شده‌است.